# Ali Dia
Ali Dia (ur. 20 sierpnia 1965 w Dakarze) – senegalski piłkarz, występujący na pozycji napastnika.
W listopadzie 1996 roku Dia niezgodnie ze stanem rzeczywistym przekonał ówczesnego trenera Southampton, Graeme’a Sounessa, że jest kuzynem George’a Weaha, co doprowadziło go do podpisania miesięcznego kontraktu z klubem. Dia zagrał jeden mecz w barwach klubu, po czym został zwolniony.

## Życiorys
W latach 1988–1990 Dia był zawodnikiem klubów grających we francuskim Division 2: AS Beauvais oraz CL Dijon. W ciągu dwóch lat rozegrał w tych klubach łącznie cztery ligowe mecze. W sezonie 1990/1991 występował w trzecioligowym ES La Rochelle. W 1991 roku został piłkarzem Olympique Saint-Quentin, grającym w Division 2. W klubie tym występował do roku 1992.
W grudniu 1993 roku podpisał kontrakt z klubem CFA 2 (francuski piąty poziom rozgrywek), AL Châteaubriant z zarobkami na poziomie 3030 franków miesięcznie. Dia grał regularnie w rezerwach i pierwszym zespole Chateaubriant, ale 1 sierpnia 1994 roku opuścił zespół. W 1995 roku został zawodnikiem fińskiego FinnPa, gdzie niezgodnie z prawdą rozpowiedział, że jest kuzynem reprezentanta Liberii, George’a Weaha. W rozgrywkach Veikkausliigi zadebiutował 30 kwietnia 1995 roku w meczu przeciwko Haka. Ogółem w barwach klubu zagrał pięciokrotnie, otrzymując jedną żółtą kartkę. Po meczu przeciwko Jaro Dia samowolnie opuścił klub. Następnie został piłkarzem fińskiego trzecioligowego PK-35, gdzie rozegrał trzy mecze i strzelił jednego gola. Jesienią 1995 roku podpisał kontrakt z grającym w 2. Bundeslidze VfB Lübeck. W klubie tym zagrał dwa mecze, wchodząc z ławki rezerwowych: przeciwko Hannoverowi 96 oraz VfB Leipzig.
Następnie Dia wyleciał do Wielkiej Brytanii, gdzie przebywał na testach m.in. w Gillingham. Senegalczyk przekonał działaczy Rotherham United, że jest reprezentantem kraju, w efekcie czego zagrał w meczu rezerw przeciwko Stockport County. Następnie trafił do nieligowego Blyth Spartans. W barwach tego klubu 9 listopada 1996 roku zagrał jeden mecz, po czym opuścił klub bez powiadomienia jego działaczy.
Wkrótce trener grającego w Premier League Southampton F.C. Graeme Souness przeprowadził rozmowę telefoniczną, podczas której rozmówca utrzymywał, że jest George’em Weahem, zdobywcą nagród Złota Piłka i Piłkarz Roku FIFA, i poleca Sounessowi swojego kuzyna, Alego Dię, który jest trzynastokrotnym reprezentantem Senegalu oraz byłym piłkarzem Paris Saint-Germain. Chociaż prawdziwym rozmówcą Sounessa okazał się kolega Dii, w efekcie jego rekomendacji Southampton podpisał z Senegalczykiem miesięczny kontrakt. 23 listopada 1996 roku Dia został wyznaczony jako rezerwowy w meczu Southampton przeciwko Leeds United. W 32 minucie spotkania Dia zastąpił kontuzjowanego Matthew Le Tissiera, ale w 85 minucie sam został zmieniony przez Kena Monkou. Le Tissier skomentował później, że Dia poruszał się, jak „Bambi na lodzie”.
14 dni po podpisaniu kontraktu, Southampton postanowił rozwiązać kontrakt z Dią. Następnie Senegalczyk skontaktował się z poznanym w czasie gry w Blyth Spartans Peterem Harrisonem i 13 grudnia 1996 roku podpisał półroczny kontrakt z Gateshead, ówcześnie beniaminkiem Conference. W debiucie przeciwko Bath City Dia strzelił gola, ale dzień po tym meczu „Sunday Mirror” ujawnił, że Senegalczyk okłamywał działaczy Bournemouth, Gillingham i Port Vale, podając się za kuzyna George’a Weaha, reprezentanta Senegalu oraz byłego piłkarza Bologna FC i Paris Saint-Germain. Dia zaprzeczył tym oskarżeniom i kontynuował karierę w Gateshead, strzelając drugą bramkę przeciwko Bromsgrove Rovers. W trakcie sezonu został wystawiony na listę transferową, a latem 1997 roku opuścił klub.
W 2001 roku ukończył studia ekonomiczne na Northumbria University.

## Opinie
Matthew Le Tissier opisał Dię jako piłkarza, który nie potrafił odnaleźć się na swojej pozycji, a jego występ w meczu przeciwko Leeds United określił jako „komiczny”. Dodał też, że Dia był najgorszym piłkarzem, z którym grał.
Ali Dia zajął pierwsze miejsce na liście najgorszych piłkarzy według dzienników „The Times” oraz „The Sun”, a także czwarte na liście najgorszych napastników Premier League według „Daily Mail”.

## Statystyki ligowe
| Sezon         | Klub                    | Liga                    | Mecze | Gole |
| ------------- | ----------------------- | ----------------------- | ----- | ---- |
| 1988/1989     | AS Beauvais             | Division 2              | 1     | 0    |
| 1989/1990     | CL Dijon                | Division 2              | 3     | 0    |
| 1990/1991     | ES La Rochelle          | Division 3              | ?     | ?    |
| 1991/1992     | Olympique Saint-Quentin | Division 2              | 6     | 1    |
| 1993/1994     | AL Châteaubriant        | CFA 2                   | ?     | ?    |
| 1995 (w)      | FinnPa Helsinki         | Veikkausliiga           | 5     | 0    |
| 1995 (w)      | PK-35 Vantaa            | Kakkonen                | 3     | 1    |
| 1995/1996 (j) | VfB Lübeck              | 2. Fußball-Bundesliga   | 2     | 0    |
| 1996/1997 (j) | Blyth Spartans A.F.C.   | Northern Premier League | 1     | 0    |
| 1996/1997 (j) | Southampton F.C.        | Premier League          | 1     | 0    |
| 1996/1997     | Gateshead F.C.          | Conference              | 8     | 2    |